# Geogarypus pisionus
Geogarypus pisionus es una especie de arácnido del orden Pseudoscorpionida de la familia Geogarypidae.

## Distribución geográfica
Se encuentra en Australia.